# Nienke Hommes
Nienke Heiltje Hommes (ur. 20 lutego 1977), holenderska wioślarka. Brązowa medalistka olimpijska z Aten.
Zawody w 2004 były jej jedynymi igrzyskami olimpijskimi. W stolicy Grecji medal zdobyła w ósemce. Brała udział w kilku edycjach mistrzostw i zawodów pucharu świata. W 2005 w ósemce zdobyła brąz.